# Esquadrão N.º 9 da RAF
O Esquadrão N.º 9 (também conhecido como Esquadrão N.º IX (Bombardeiro) ou Esquadrão N.º IX (B)) é o mais antigo esquadrão de bombardeamento aéreo dedicado da Real Força Aérea. Formado em dezembro de 1914, prestou serviço durante a Primeira Guerra Mundial, inclusive no Somme e no Passchendaele. Durante a Segunda Guerra Mundial, o Esquadrão N.º IX (B) foi uma das duas unidades Avro Lancaster especializadas em bombardeamento pesado de precisão (o outro foi o Esquadrão N.º 617) e afundou o couraçado Tirpitz em 12 de novembro de 1944. Entre 1962 e abril de 1982, o Esquadrão esteve equipado com os Avro Vulcan B.2 como parte da V-Force. Em junho de 1982, tornou-se o primeiro esquadrão da linha de frente do mundo a operar o Panavia Tornado GR.1. Em maio de 1998, o Esquadrão N.º IX (B) recebeu o primeiro Tornado GR.4 da RAF, que operou até se re-equipar com o Eurofighter Typhoon FGR.4 na sua base actual, RAF Lossiemouth, a 1 de abril de 2019.